# 大都美装
大都美装（だいとびそう）は、大阪府大阪市北区に所在する株式会社。大阪市で50年ほどの間ビルメンテナンス業を営む。
知的障害者、野宿生活者に対する自立支援事業に取り組む。

## 沿革
- 1954年（昭和29年）1月　大阪市福島区に大都美装社を創業。建物の総合清掃、管理業務などを業務とする。
- 1958年（昭和33年）4月　同区に大都美装株式会社を設立。設備管理の業務を開始。
- 1970年（昭和45年）3月　日本万国博覧会実施本部 総務部長に選任。
- 1972年（昭和47年）11月　警備業務を開始。
- 1980年（昭和55年）4月　東京支社を設立。
- 2002年（平成14年）6月　大阪市北区に本社を移転。
- 2004年（平成16年）1月　ISO 14001（環境マネジメントシステム）認証取得。
- 2006年（平成18年）1月　ISO 9001（品質マネジメントシステム）認証取得。